# Souspierre
Souspierre est une commune française située dans le département de la Drôme en région Auvergne-Rhône-Alpes.

## Géographie

### Situation et description
Souspierre est situé à 10 km à l'ouest de Dieulefit et à 18 km à l'est de Montélimar.

### Relief et géologie
Sites particuliers :
- Ampuis est un mont attesté en 1891[1].
- Montagne de la Gète[2] ;
- Rochers de la Barre de Fer[2] ;
- Serre Buffet[2] ;
- Serre Chapadon[2] ;
- Serre Pointu[2].

### Hydrographie
La commune est arrosée par :
- la rivière le Jabron ;
- la rivière le Vermenon ;
- le Ravin d'Espuy, affluent du Ruisseau de Chabotte ;
- le Ravin du Bridon, affluent du Jabron ;
- le Ruisseau de Chabotte, affluent du Jabron.

### Climat
Pour des articles plus généraux, voir Climat d'Auvergne-Rhône-Alpes et Climat de la Drôme.
En 2010, le climat de la commune est de type climat méditerranéen altéré, selon une étude du Centre national de la recherche scientifique s'appuyant sur une série de données couvrant la période 1971-2000. En 2020, Météo-France publie une typologie des climats de la France métropolitaine dans laquelle la commune est dans une zone de transition entre le climat de montagne et le climat méditerranéen et est dans une zone de transition entre les régions climatiques « Provence, Languedoc-Roussillon » et « Alpes du sud ». 
Pour la période 1971-2000, la température annuelle moyenne est de 12,2 °C, avec une amplitude thermique annuelle de 17,5 °C. Le cumul annuel moyen de précipitations est de 940 mm, avec 6,5 jours de précipitations en janvier et 4,6 jours en juillet. Pour la période 1991-2020, la température moyenne annuelle observée sur la station météorologique de Météo-France la plus proche, « Puy-Saint-Martin », sur la commune de Puy-Saint-Martin à 10 km à vol d'oiseau, est de 13,9 °C et le cumul annuel moyen de précipitations est de 923,0 mm,. Pour l'avenir, les paramètres climatiques de la commune estimés pour 2050 selon différents scénarios d'émission de gaz à effet de serre sont consultables sur un site dédié publié par Météo-France en novembre 2022.

### Voies de communication et transports
Le territoire de la commune est essentiellement traversé par la route départementale 540 (RD540).

## Urbanisme

### Typologie
Au 1er janvier 2024, Souspierre est catégorisée commune rurale à habitat très dispersé, selon la nouvelle grille communale de densité à 7 niveaux définie par l'Insee en 2022.
Elle est située hors unité urbaine. Par ailleurs la commune fait partie de l'aire d'attraction de Montélimar, dont elle est une commune de la couronne,. Cette aire, qui regroupe 45 communes, est catégorisée dans les aires de 50 000 à moins de 200 000 habitants,.

### Occupation des sols
L'occupation des sols de la commune, telle qu'elle ressort de la base de données européenne d’occupation biophysique des sols Corine Land Cover (CLC), est marquée par l'importance des forêts et milieux semi-naturels (69 % en 2018), une proportion identique à celle de 1990 (69 %). La répartition détaillée en 2018 est la suivante : 
forêts (69 %), prairies (29,4 %), zones agricoles hétérogènes (1,5 %). L'évolution de l’occupation des sols de la commune et de ses infrastructures peut être observée sur les différentes représentations cartographiques du territoire : la carte de Cassini (XVIIIe siècle), la carte d'état-major (1820-1866) et les cartes ou photos aériennes de l'IGN pour la période actuelle (1950 à aujourd'hui).

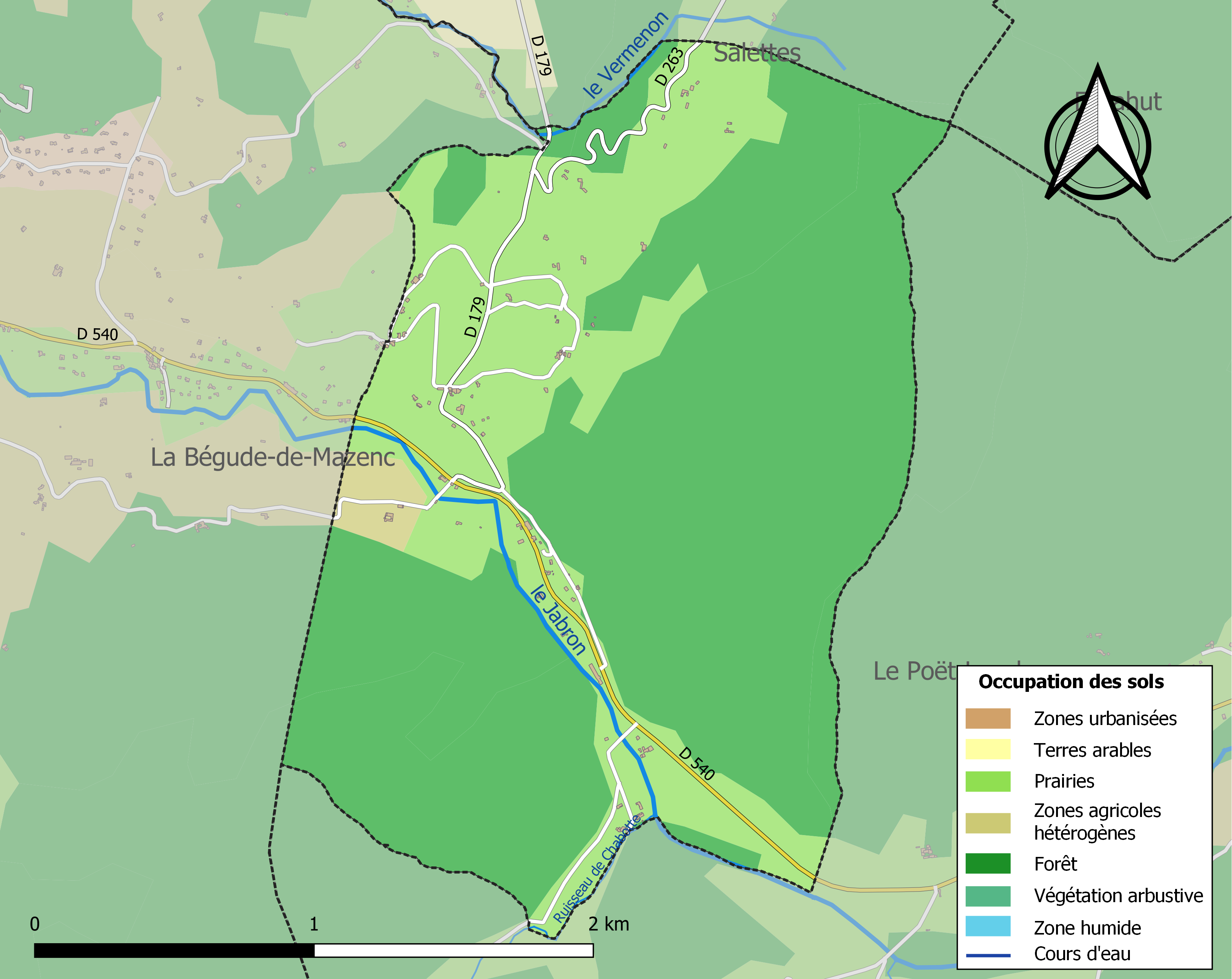
Carte des infrastructures et de l'occupation des sols de la commune en 2018 (CLC).

### Morphologie urbaine

#### Quartiers, hameaux et lieux-dits
Site Géoportail (carte IGN) :
- Bayanne
- Combe d'Espuy
- Combe Jallet
- Combe Oursière
- Coucouillat
- Faucon
- Jallet
- la Blanche
- le Bridon
- le Jabron
- le Jas
- les Beaudouins
- les Granges
- les Quatre Limites
- Pas de la Baume

## Toponymie

### Attestations
Dictionnaire topographique du département de la Drôme :
- 1219 : Sopeyra (cartulaire de Saint-Chaffre, 41).
- 1332 : Sobpeyra (Gall. christ., XVI, 130).
- 1391 : castrum de Sobpeyrio et Soubs Pire (choix de docum., 214).
- 1441 : Souppera (choix de docum., 271).
- 1539 : Soupiarre (archives de la Drôme, E 2162).
- 1562 : Suppierre (archives de la Drôme, E 2174).
- 1563 : Soppierre (archives de la Drôme, E 2166).
- 1891 : Souspierre, commune du canton de Dieulefit.

## Histoire
Pour un article plus général, voir Histoire de la Drôme.

### Du Moyen Âge à la Révolution
La seigneurie :
- Au point de vue féodal, Souspierre était une terre du fief des comtes de Valentinois.
- 1269 : possession de l'ordre de Saint-Jean de Jérusalem (commanderie du Poët-Laval).
- Vers 1540 : elle est vendue aux Lattier, derniers seigneurs.

XIIIe siècle : la paroisse fait parler d'elle à cause d'une querelle de bergers.
Avant 1790, Souspierre était une communauté de l'élection, subdélégation et sénéchaussée de Montélimar.

Elle formait depuis 1667 une paroisse du diocèse de Die, dont l'église était dédiée à saint Sébastien et dont les dîmes appartenaient au commandeur du Poët-Laval qui présentait à la cure :

### De la Révolution à nos jours
En 1790, la commune est comprise dans le canton de Châteauneuf-de-Mazenc. La réorganisation de l'an VIII (1799-1800) la place dans le canton de Dieulefit :

## Politique et administration

### Liste des maires
| Période                                                                      | Période                        | Identité                           | Étiquette | Qualité                            |
| ---------------------------------------------------------------------------- | ------------------------------ | ---------------------------------- | --------- | ---------------------------------- |
| Les données manquantes sont à compléter. : de la Révolution au Second Empire |                                |                                    |           |                                    |
| 1790                                                                         | 1871                           | ?                                  |           |                                    |
| Les données manquantes sont à compléter. : depuis la fin du Second Empire    |                                |                                    |           |                                    |
| 1871                                                                         | 1874                           | ?                                  |           |                                    |
| 1874                                                                         | 1878                           | ?                                  |           |                                    |
| 1878                                                                         | 1884                           | ?                                  |           |                                    |
| 1884                                                                         | 1888                           | ?                                  |           |                                    |
| 1888                                                                         | 1892                           | ?                                  |           |                                    |
| 1892                                                                         | 1896                           | ?                                  |           |                                    |
| 1896                                                                         | 1900                           | ?                                  |           |                                    |
| 1900                                                                         | 1904                           | ?                                  |           |                                    |
| 1904                                                                         | 1908                           | ?                                  |           |                                    |
| 1908                                                                         | 1912                           | ?                                  |           |                                    |
| 1912                                                                         | 1919                           | ?                                  |           |                                    |
| 1919                                                                         | 1925                           | ?                                  |           |                                    |
| 1925                                                                         | 1929                           | ?                                  |           |                                    |
| 1929                                                                         | 1935                           | ?                                  |           |                                    |
| 1935                                                                         | 1945                           | ?                                  |           |                                    |
| 1945                                                                         | 1947                           | ?                                  |           |                                    |
| 1947                                                                         | 1953                           | ?                                  |           |                                    |
| 1953                                                                         | 1959                           | ?                                  |           |                                    |
| 1959                                                                         | 1965                           | ?                                  |           |                                    |
| 1965                                                                         | 1971                           | ?                                  |           |                                    |
| 1971                                                                         | 1977                           | ?                                  |           |                                    |
| 1977                                                                         | 1983                           | ?                                  |           |                                    |
| 1983                                                                         | 1989                           | ?                                  |           |                                    |
| 1989                                                                         | 1995                           | ?                                  |           |                                    |
| 1995                                                                         | 2001                           | Alain Piet Berton de Lestrade      | DVG       | retraité vice-président de la CCPD |
| 2001                                                                         | 2008                           | Alain Piet Berton de Lestrade      |           | maire sortant                      |
| 2008                                                                         | 2014                           | Alain Piet Berton de Lestrade      |           | maire sortant                      |
| 2014                                                                         | 2020                           | Alain Piet Berton de Lestrade      |           | maire sortant                      |
| 2020                                                                         | En cours (au 14 décembre 2020) | Pierre Mossaz[source insuffisante] |           |                                    |

## Population et société

### Démographie
L'évolution du nombre d'habitants est connue à travers les recensements de la population effectués dans la commune depuis 1793. Pour les communes de moins de 10 000 habitants, une enquête de recensement portant sur toute la population est réalisée tous les cinq ans, les populations de référence des années intermédiaires étant quant à elles estimées par interpolation ou extrapolation. Pour la commune, le premier recensement exhaustif entrant dans le cadre du nouveau dispositif a été réalisé en 2005.

En 2022, la commune comptait 108 habitants, en évolution de +11,34 % par rapport à 2016 (Drôme : +2,64 %, France hors Mayotte : +2,11 %).
| 1793 | 1800 | 1806 | 1821 | 1831 | 1836 | 1841 | 1846 | 1851 |
| ---- | ---- | ---- | ---- | ---- | ---- | ---- | ---- | ---- |
| 98   | 113  | 116  | 160  | 188  | 186  | 189  | 161  | 165  |

| 1856 | 1861 | 1866 | 1872 | 1876 | 1881 | 1886 | 1891 | 1896 |
| ---- | ---- | ---- | ---- | ---- | ---- | ---- | ---- | ---- |
| 160  | 164  | 198  | 183  | 210  | 188  | 176  | 163  | 152  |

| 1901 | 1906 | 1911 | 1921 | 1926 | 1931 | 1936 | 1946 | 1954 |
| ---- | ---- | ---- | ---- | ---- | ---- | ---- | ---- | ---- |
| 168  | 161  | 160  | 86   | 85   | 70   | 79   | 83   | 64   |

| 1962 | 1968 | 1975 | 1982 | 1990 | 1999 | 2005 | 2006 | 2010 |
| ---- | ---- | ---- | ---- | ---- | ---- | ---- | ---- | ---- |
| 79   | 71   | 72   | 84   | 99   | 96   | 105  | 102  | 98   |

| 2015 | 2020 | 2022 | - | - | - | - | - | - |
| ---- | ---- | ---- | - | - | - | - | - | - |
| 97   | 107  | 108  | - | - | - | - | - | - |

### Enseignement
La commune est rattachée à l'académie de Grenoble.

### Manifestations culturelles et festivités
- Fête : le dernier dimanche de septembre[15].

## Économie

### Agriculture
En 1992 : bois, lavande, pâturages (ovins, caprins).
- Produits locaux : fromage Picodon[15].

## Culture locale et patrimoine

### Lieux et monuments
- Ruines d'un donjon quadrangulaire[réf. nécessaire].
- Maisons anciennes du village[15].
- Église Saint-Sébastien de Souspierre (XVIIe siècle) bâtie aux frais de la commune[15].

### Patrimoine culturel
- Expositions artisanales[15].

### Patrimoine naturel
- Gorge boisée de la vallée du Jabron[15].

### Héraldique, logotype et devise
|  | Souspierre possède des armoiries dont l'origine et le blasonnement exact ne sont pas disponibles. |